# بندقية قنص

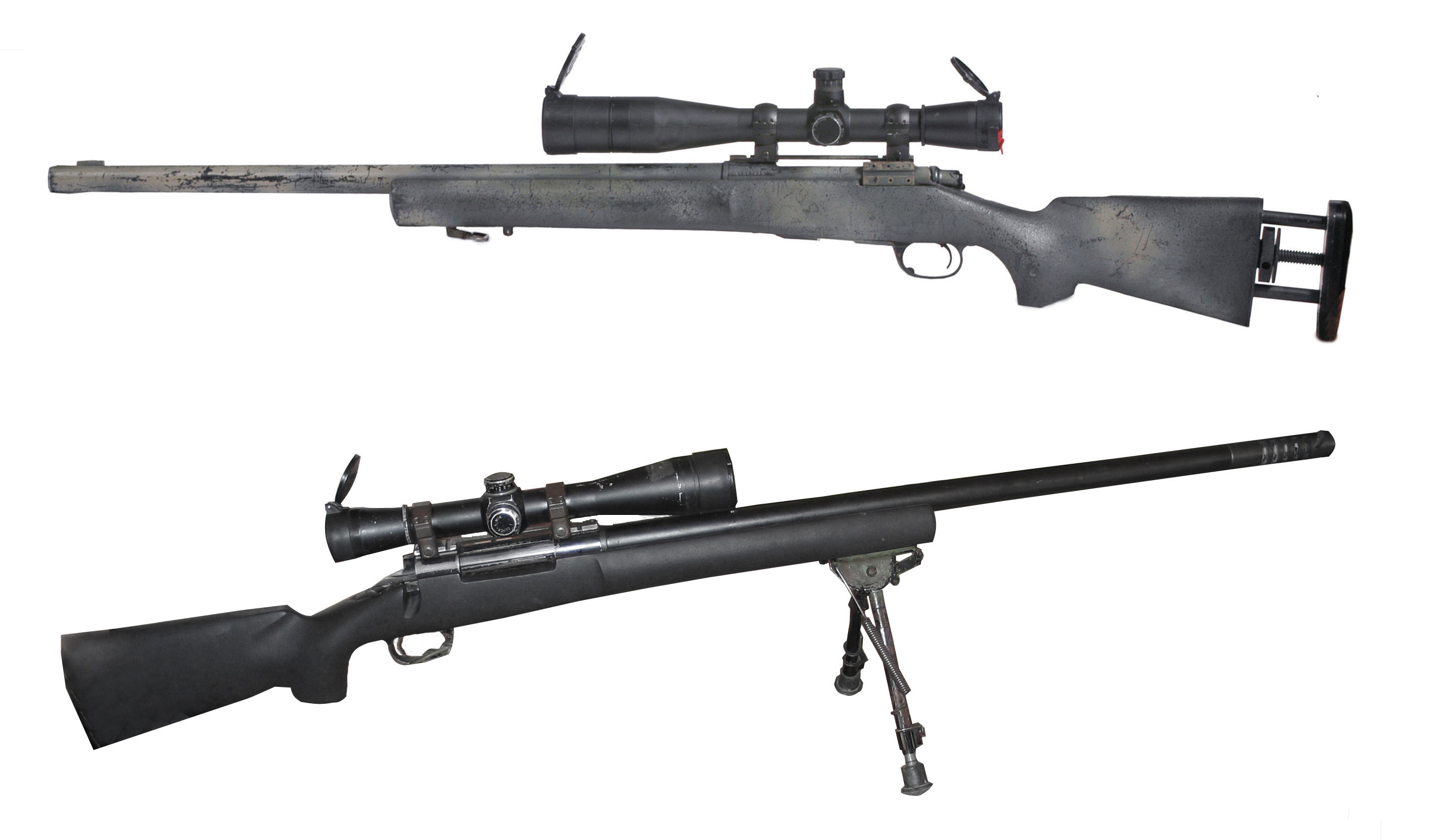
بندقية قنص من طراز M24

بندقية القنص هي إحدى البنادق العسكرية، وهي سلاح يستخدم لضمان إصابات أكثر دقة على مدى أطول من غيرها من الأسلحة الصغيرة. صنع منها ألف بندقية قناص نموذجية للمستويات المثلى من الدقة، مزودة بمنظار ومركز إطلاق center-fire وخرطوشة، وغالبا ما يستخدم هذا المصطلح في وسائل الإعلام لوصف أي نوع من سلاح ناري مزود بمنظار مقرب يعمل ضد أهداف الإنسان، على الرغم من «بندقية القنص» أو «بندقية القناص» هو المصطلح الصحيح من الناحية الفنية لمثل هذه البندقية.
الدور العسكري للقنص (وهو مصطلح مشتق من «قنص»، أطلق بداية للدلالة على بنادق استعملت من أجل إصابة الطيور التي يصعب إصابتها عادة) يعود إلى مطلع القرن الثامن عشر ولكن بندقية القنص الحقيقية هي سلاح متطور أكثر من ذلك، بفضل التقدم في التكنولوجيا وتحديدا التطور في مجال صناعة المناظير أصبحت الإصابات أكثر دقة، الجيوش تجهز الجنود المدربين تدريبا خاصا مع البنادق التي تمكنهم من تقديم طلقات دقيقة على مسافات أكبر من أسلحة المشاة العادية، بندقية القنص نفسها يمكن أن تستند على بندقية قياسية (من الصعب تحديد بندقية قنص من قبل وسائط النار عن بعض أحدث بنادق القنص في التصميم والتي تطلق النار بشكل شبه تلقائي، على سبيل المثال: M110، ومع ذلك عندما تكون البندقية مزودة بمنظار مقرب تصبح بندقية قناص).

## التاريخ
بندقية «يتوورث» صممها جوزيف يتوورث، وهو مهندس بريطاني بارز، استخدم السبطانة السداسية الملتوية بدلاً من السبطانة التقليدية المستديرة للبنادق، مما يعني أن المقذوف لم يكن لديه نتوءات في الأخاديد كما هو الحال في المقذوف التقليدي، وكانت بندقيته أكثر دقة بكثير من نمط 1853 أنفيلد الذي أظهر بعض الضعف خلال الآونة الأخيرة حرب القرم. في المحاكمات في عام 1857 والتي اُخْتُبِرَت دقتها ومجموعة من الأسلحة على حد سواء، وتصميم يتوورث فاق أداء أنفيلد بمعدل حوالي ثلاثة إلى واحد، وكانت بندقية يتوورث قادرة على ضرب الهدف في مجموعة من 2000 ياردة، في حين يمكن للأنفيلد الإصابة على مسافة 1400 ياردة فقط.
خلال حرب القرم صُمِّمَت المناظير البصرية الأولى للتركيب على البنادق، وكان الكثير من هذا العمل الرائد من بنات أفكار العقيد دي.ديفيدسون، وذلك باستخدام المشاهد البصرية التي تنتجها «فرصة الإخوة» من برمنغهام، هذا يسمح للمهاجم بمراقبة أكثر دقة للهدف على مسافة أكثر من أي وقت مضى. مشهد تلسكوبي أو نطاق كان قد حدد في الأصل ولا يمكن تعديلها وبالتالي مما يحد مداه. من قبل 1870s في كمال المؤخرة تحميل أدى بنادق مجلة لبنادق قنص وجود نطاقات «فعالة دقيقة» تصل إلى ميل بعيدا عن هدفه.
خلال حرب البوير استخدم كلا الجانبين أحدث بنادق التلقيم عبر المغلاق ذات المخازن وبارود عديم الدخان. تسلح البريطانيين ببندقية لي ميتفورد، بينما إستلم البوير أحدث بنادق ماوزر موديل 1895 من ألمانيا. في مناطق مفتوحة من  جنوب أفريقيا  كان هدافا عنصرا حاسما في المعركة، وLOVAT الكشافة كانت وحدة الجيش البريطاني تشكلت في عام 1899 الذي اشتهرت الرماية خبير ومهاراتهم المطاردة الخاصة بهم. كانوا يرتدون بذلات موقع قراء للتمويه، وكانت المهرة بخبرة في مراقبة هيسكيث هيسكيث-بريتشارد قال منهم إن «الرجال أكثر حرصا أبدا عاش». وبعد حرب البوير أصبحت الكشافة أول وحدة القناصة الرسمية في الجيش البريطاني.
لم يكن حتى الحرب العالمية الأولى، التي بدأت بنادق قنص لاستخدامها بشكل أكثر انتظاما في المعركة وبعض الجنود منح التدريب المتخصص لاستخدام مثل هذه البنادق. في ألمانيا هذه المدربين القناصة أعطيت بنادق مع ناظور، التي مضاءة ليلا من أجل تحسين دقتها الألمانية تاجر السلاح مزودة نطاق فوق برميل للتأكد من دقتها المثلى.

## معرض صور

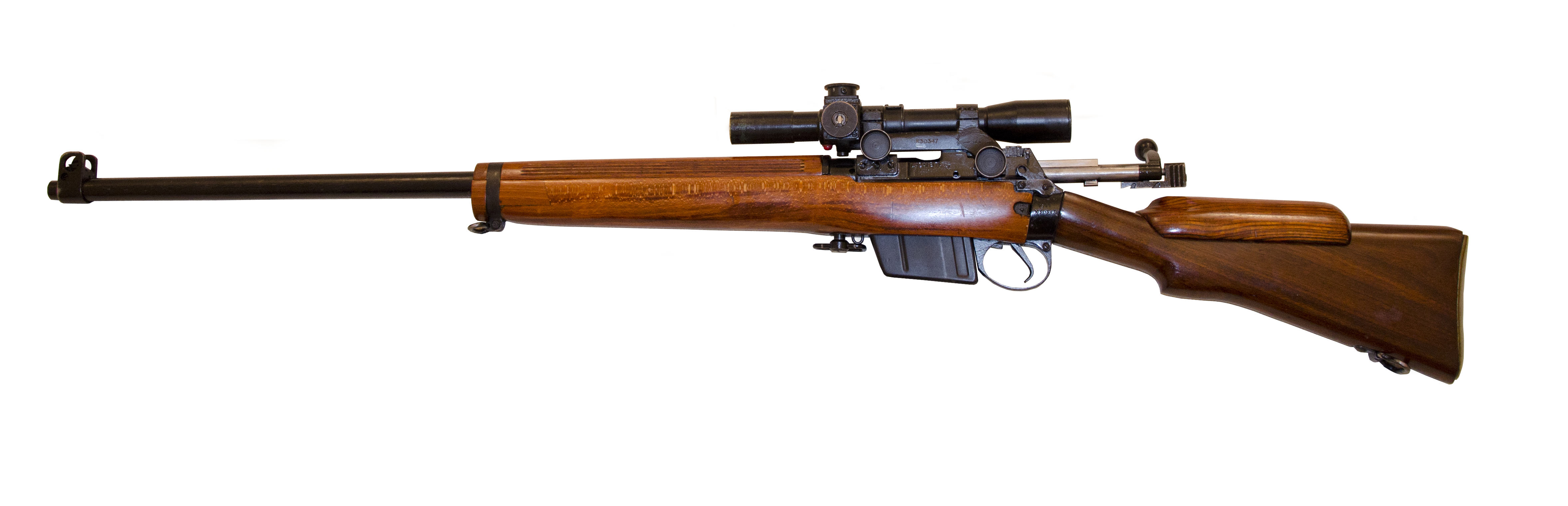
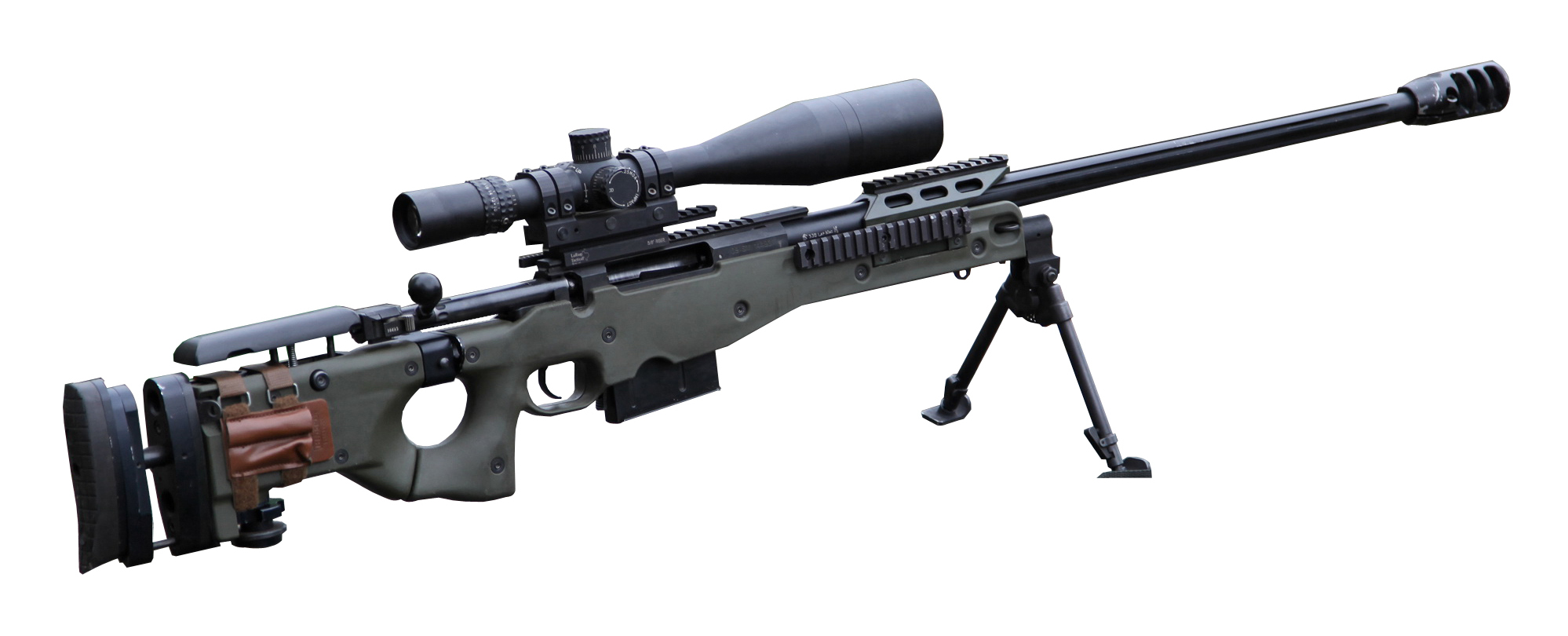
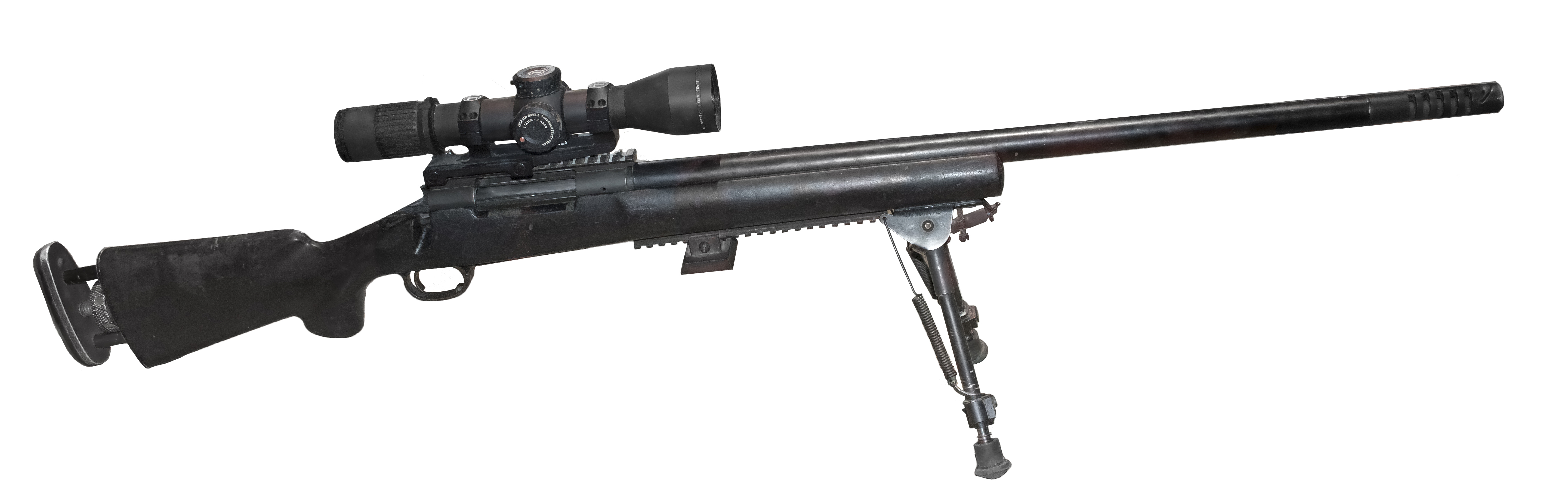